# Aliança Democràtica de Birmània
L' Aliança Democràtica de Birmània (Democràtic Alliance of Burma, DAB) és una organització política de Birmània que es va fundar el 18 de novembre de 1988 agrupant algunes organitzacions democràtiques birmanes i als moviments nacionalistes de les minories (aquestes van entrar a la DAB integrades en el Front Nacional Democràtic). El 1989 eren 23 partits. el 1994 eren només 21. El 2003 eren encara 19 organitzacions.
Els membres més destacats foren:
- Front Nacional Democràtic (FND)
- All Burma Students' Democratic Front (ABSDF)
- Committee for Restoration of Democracy in Burma
- All Burma Young Monks' Union (ABYMU)
- Chin National Front (CNF)
- Altres grups de les minories que no eren membres del FND

El 27 de febrer de 1989 els comunistes van crear paral·lelament la Lliga de l'Aliança Democràtica de la que van formar part:
- People's Democratic Party (PDP)
- People's Volunteers Organization
- Democratic Party for a New Society (DPNS)
- Anti-Fascist People's Freedom League (AFPFL)
- Society for International Friendship
- League of New Generation
- People's Solidarity
- Action Party
- Democratic Republic Front (minories)

Entre 1989 i 1996 amb la retirada de les minories la DAB va perdre incidència. La segona organització va desaparèixer virtualment el 1990 després de l'enfonsament comunista. La DAB es va refundar el 26 de febrer de 2005 incloent a:
- All Burma Students' Democratic Front (ABSDF)
- Democratic Party for a New Society (DPNS)
- Network for Democracy and Development (NDD)
- All Burma Federation of Student Unions (ABFSU)
- People's Defence Front (PDF)
- Burma Women's Union (BWU)